# Piéla
Piéla est une commune et le chef-lieu du département de Piéla dans la province de la Gnagna de la région Est au Burkina Faso.

## Géographie
Piéla est située à 30 km au Sud de Bogandé, le chef-lieu de la province. La commune est traversée par la route nationale 18.

## Économie
Centre économique et commercial du département, la ville bénéficie de sa situation sur la RN 18 pour les échanges entre le Nord et le Sud de la région de la Gnagna.

## Santé et éducation
Piéla accueille un centre de santé et de promotion sociale (CSPS).

## Culture
Piéla est connu dans le monde de la culture à travers ses grandes cantatrices qui ont remporté plusieurs fois les premiers prix en chant traditionnel à la semaine nationale de la culture (SNC) du Burkina Faso[réf. nécessaire], dont Tilpougoumba Lankoandé et Marie Gayeri.